# Стивен Содерберг
Стивен Ендру Содерберг (енгл. Steven Andrew Soderbergh; Атланта, 14. јануар 1963) амерички је режисер, сценариста и продуцент.
Каријеру је почео 1985. године са нискобуџетним, неконвенционалним филмовима, и већ 1989, добио Златну палму на Канском филмском фестивалу, као и номинацију за Оскар за најбољи оригинални сценарио за филм Секс, лажи и видео-касета. Године 2000, добио је Оскар за најбољег режисера за филм Путеви дроге, иако је био номинован за исту категорију и за филм Ерин Брокович. Најпознатији је као редитељ филмова Играј своју игру, Поново у игри и Игра се наставља.